# Рельсовый цеппелин
Шиненцеппелин (нем. Schienenzeppelin — рельсовый цеппелин) — экспериментальный вагон-автомотриса с приводом от воздушного винта (аэровагон).

## История
Был разработан и создан немецким инженером-самолётостроителем Францем Крукенбергом в 1929 году. Движение автомотрисы осуществлялось с помощью воздушного винта, расположенного сзади. Был построен только один экземпляр.
Автомотриса была двухосной, с колёсной базой 19,6 м. Её общая длина составляла 25,85 метров, высота — 2,8 м. Был установлен 12-цилиндровый бензиновый авиационный двигатель BMW VI мощностью 600 лошадиных сил (450 кВт), который приводил в движение четырёхлопастный (в поздних вариантах двухлопастный) деревянный воздушный винт. Вагон мог перевозить до 40 пассажиров. Конструкция корпуса заимствована у дирижаблей (алюминиевый набор, обтянутый парусиной).
10 мая 1931 года «Шиненцеппелин» в первый раз превысил скорость 200 км/ч. 21 июня 1931 года он установил новый мировой рекорд скорости на железной дороге — 230,2 км/ч по маршруту Гамбург — Берлин, который не был превзойдён никаким другим поездом до 1954 года. Среди автомотрис с бензиновым двигателем этот рекорд и по сей день остаётся непревзойдённым. Такая высокая скорость автомотрисы была обусловлена, среди прочего, её малым, по железнодорожным меркам, весом, который составлял только 20,3 тонны. В 1939 году «Шиненцеппелин» был разобран, материалы использованы в военных целях.

## Критика
Неудача «Рельсового цеппелина» была вызвана многими факторами: от опасности использования открытого винта на переполненных железнодорожных станциях до жестокой конкуренции между компанией Крукенберга и немецким Рейхсбаном, который тоже пытался строить высокоскоростные дрезины. Недостатками «Цеппелина» были также трудность присоединения других вагонов и отсутствие заднего хода. Кроме того, тяги винта не хватало для подъёма на крутые склоны.

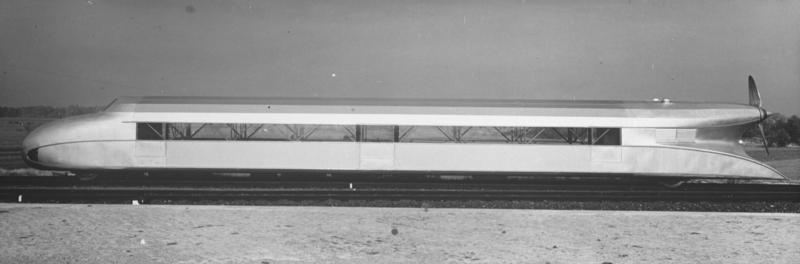
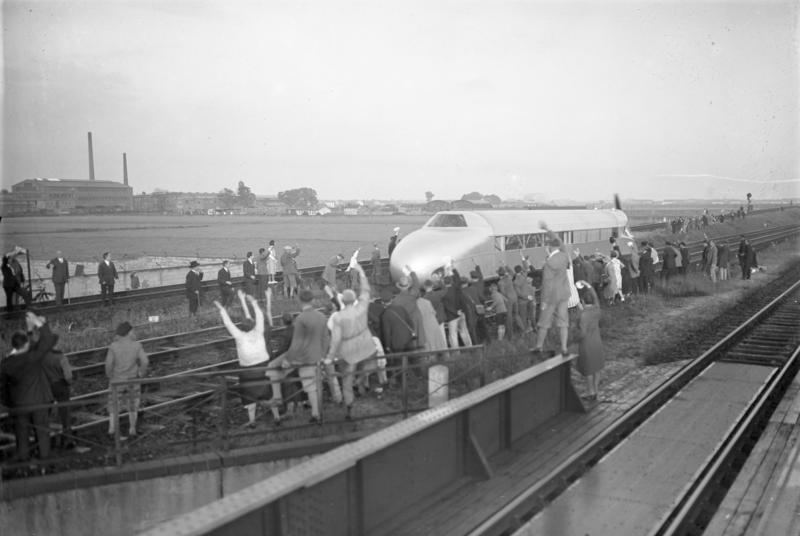
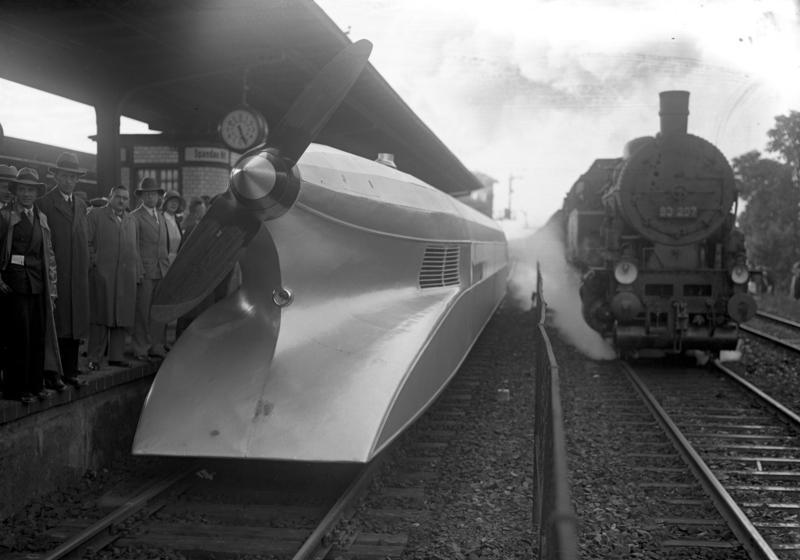
Рельсовый цеппелин (нем. Schienenzeppelin) и скоростной поезд на паровой тяге встретились в июне 1931 в Берлине